# غردميران سفلي (مقاطعة دهغلان)
غردميران سفلي (بالفارسية: گردمیران سفلی) هي قرية تقع في قسم ايلان الجنوبي الريفي (مقاطعة دهغلان) في إيران. يقدر عدد سكانها بـ 1,013 نسمة .